# بخش میگس (شهرستان ماسکینگوم، اوهایو)
بخش میگس (به انگلیسی: Meigs Township) یک منطقهٔ مسکونی در ایالات متحده آمریکا است که در شهرستان ماسکینگام، اوهایو واقع شده‌است.
 بخش میگس ۹۷٫۱ کیلومتر مربع مساحت و ۱۸۰ نفر جمعیت دارد و ۳۵۵ متر بالاتر از سطح دریا واقع شده‌است.